# Wade Hampton I.

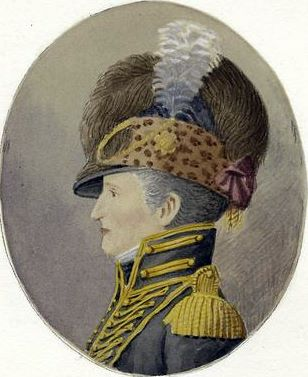
Wade Hampton

Wade Hampton I. (* 1754 in Province of South Carolina; † 4. Februar 1835 in Columbia, South Carolina) war ein US-amerikanischer Soldat des Amerikanischen Unabhängigkeitskrieges und des Krieges von 1812, Großgrundbesitzer und Politiker.

## Biografie
Wade Hampton wuchs auf einer Farm in South Carolina auf. Während des Unabhängigkeitskriegs zeichnete er sich als Kavallerieoffizier unter Generalmajor Thomas Sumter aus und erreichte den Rang eines Oberstleutnants. Nach dem Krieg wurde er von 1779 bis 1786 und erneut 1791 in die South Carolina Assembly, das Parlament des Bundesstaates, gewählt. Von 1795 bis 1797 sowie von 1803 bis 1805 war er Abgeordneter im Repräsentantenhaus der Vereinigten Staaten für die Democratic Republicans.
1808 trat er erneut in die US Army ein, erhielt den Rang eines Obersten und das Kommando über eines der in Erwartung eines Krieges mit Großbritannien neu aufgestellten Regimenter. Im Februar 1809 wurde er Brigadegeneral und bekam einen Posten in New Orleans. Aufgrund zahlreicher Konflikte mit untergebenen Offizieren wurde er von Generalmajor James Wilkinson abgelöst, woraus eine bittere Feindschaft zwischen beiden Männern entstand. Nach dem Ausbruch des Krieges von 1812 mit Großbritannien erhielt er im März 1813 den Rang eines Generalmajors und das Kommando über eine bei Plattsburgh (New York) stehende Armee, war allerdings Wilkinson unterstellt. In seiner Verachtung für seinen Vorgesetzten ging Hampton so weit, dessen Befehle komplett zu ignorieren, wenn sie ihm nicht direkt durch Kriegsminister John Armstrong mitgeteilt wurden. Mit einer über 4000 Mann starken Armee sollte Hampton im Oktober 1813 als Teil eines Zangenangriffs auf das britische Kanada in Richtung Montreal vorstoßen, wurde aber am 26. Oktober in der Schlacht am Châteauguay von weit unterlegenen britisch-kanadischen Truppen unter Oberst Charles-Michel de Salaberry zurückgeschlagen und zog sich anschließend in die USA zurück. Eine Untersuchung durch Armstrong sprach ihn zwar von aller Verantwortung frei, trotzdem gab Hampton im April 1814 sein Kommando auf und zog sich ins Privatleben zurück.
Durch erfolgreiche Landspekulation erwarb er ein großes Vermögen. Als er am 4. Februar 1835 in Columbia verstarb, war er einer der reichsten Männer Amerikas und Besitzer von etwa 3000 Sklaven. Der Abolitionist Theodore Weld zitiert eine Zeugin, die gehört haben will, wie Hampton damit angab, dass er einige seiner Sklaven durch ein Experiment mit ihrer Ernährung getötet habe. Er habe gesagt: "[T]hey died like rotten sheep!!" ("Sie sind wie verfaulte Schafe gestorben.") Wade Hampton gilt als klassisches Beispiel für einen der Sklavenhalter-Oligarchen der Südstaaten. Er wird als stolzer, herrischer, unnachgiebiger Charakter und ausgezeichneter Administrator seiner umfangreichen Besitzungen geschildert.
In einer ersten, 1783 geschlossenen und kinderlosen Ehe war er mit der Witwe Martha Epps Howell verheiratet. Nach deren Tod 1784 heiratete er 1786 Harriet Flud, nach deren Tod 1794 in dritter Ehe Mary Cantey. Zu seinen Kindern gehörte der Offizier und Pflanzer Wade Hampton II. (1791–1858), der als Oberst unter Andrew Jackson an der Schlacht von New Orleans teilnahm; ein Enkel war der konföderierte Kavalleriegeneral und spätere Gouverneur von South Carolina, Wade Hampton III. (1818–1902).